# Stadtbefestigung Salzwedel

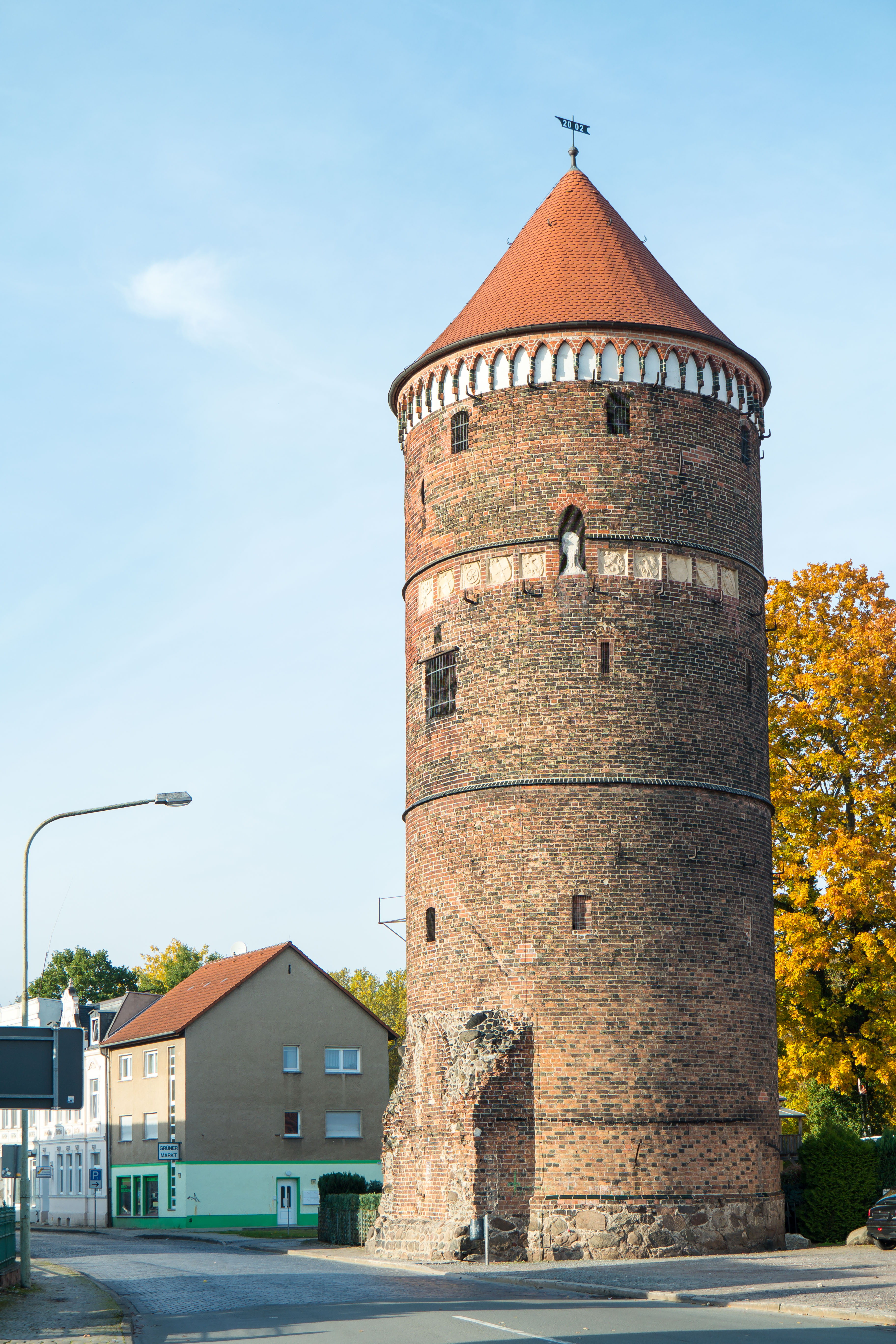
Karlsturm

Die Stadtbefestigung Salzwedel ist ein denkmalgeschütztes Bauwerk der Stadt Salzwedel in Sachsen-Anhalt. Im örtlichen Denkmalverzeichnis ist das Bauwerk unter der Erfassungsnummer 094 61315 als Baudenkmal verzeichnet.

## Beschreibung
Von der einstigen Stadtmauer sind noch einzelne Reste sowie Türme und Tore erhalten. Sie verlief im nördlichen und östlichen Teil entlang dem Ufer der Jeetze sowie im Westen entlang einem Teilstück der Salzwedeler Dumme. Zwischen Salzwedeler Altstadt und Neustadt verlief eine innerstädtische Stadtbefestigung, die zum Teil als Süd- und Westmauer des Bürgermeisterhofs samt ehemaligem Wehrturm erhalten geblieben ist. Das ehemalige Sieltor an der Burgstraße auf Höhe des Bürgermeisterhofs wurde wenige Jahre vor der Wende zum 20. Jahrhundert abgetragen.
Für einen weiteren Ausbau der Stadtmauer gewährte der Markgraf im Jahre 1345 der Hansestadt Salzwedel eine Steuererleichterung.

## Erhaltene Bauwerksteile
- Karlsturm [4]
- Lüchower Tor[5]
- Neuperver Tor , im Jahre 1470 fertiggestellt[3][6]
- Steintor [7]
- Wassertor[8]

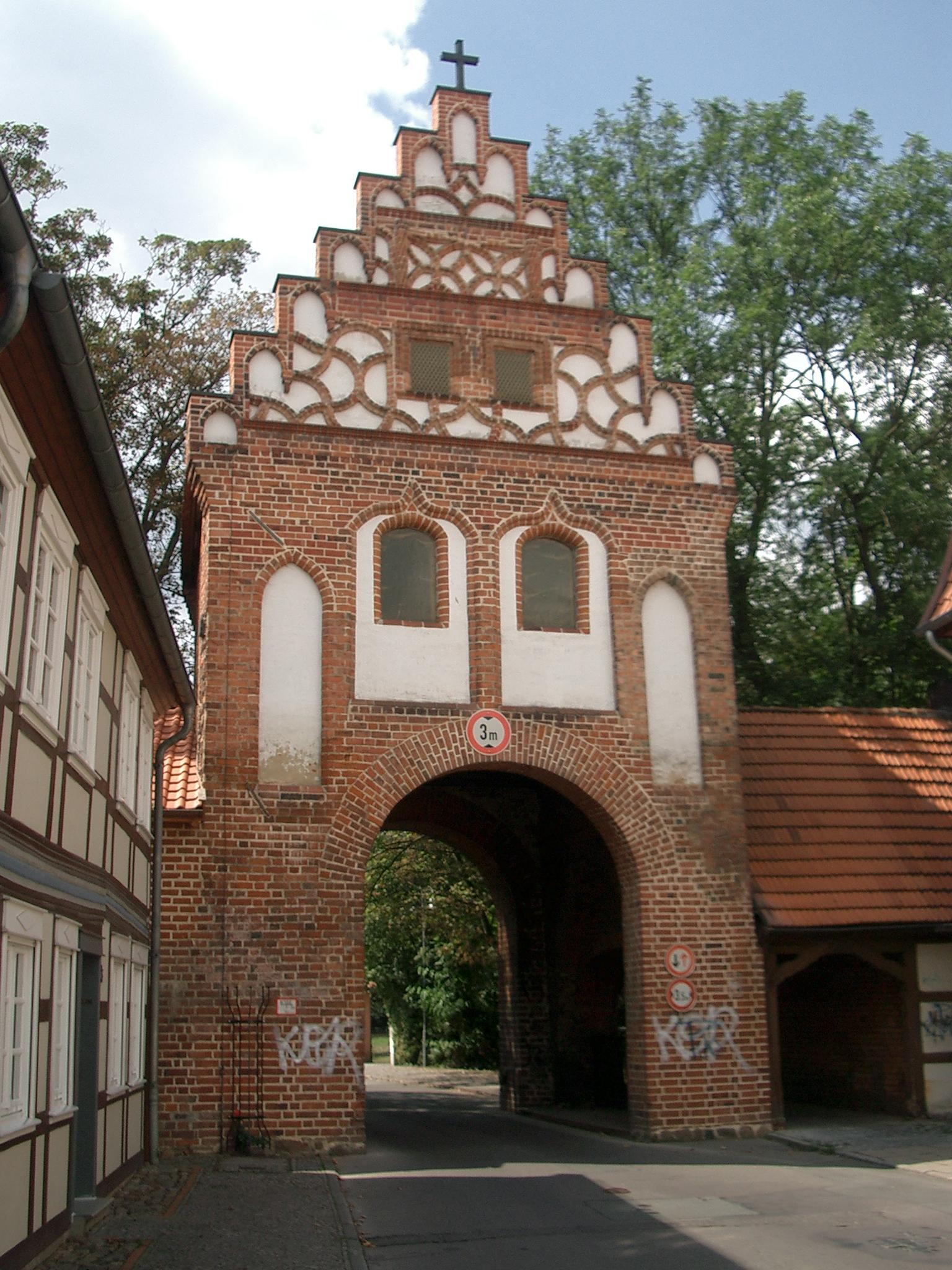
Steintor
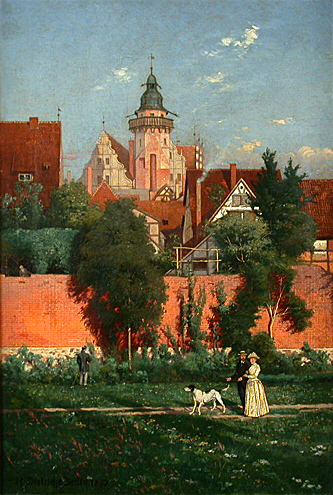
Ölgemälde der Stadtmauer